# Roland Kökény
Dans le nom hongrois Kökény Roland, le nom de famille précède le prénom, mais cet article utilise l’ordre habituel en français Roland Kökény, où le prénom précède le nom.
Roland Kökény, né le 24 octobre 1975 à Miskolc, est un kayakiste hongrois.
Aux Jeux olympiques d'été de 2012 à Londres, il est sacré champion olympique de kayak biplace 1 000 m avec Rudolf Dombi, devant les Portugais Fernando Pimenta et Emanuel Silva et les Allemands Martin Hollstein et Andreas Ihle.